# Kalaharikraton

Kratons in Zuid-Amerika en Afrika. De continenten zijn teruggebracht naar hun posities voor de opening van de Atlantische Oceaan zodat de vroegere samenhang beter zichtbaar is.

Het Kalaharikraton is een zeer oud stuk van de aardkorst in het zuiden van Afrika. Het kraton is geologisch "stabiel" (dat wil zeggen dat geen grote fases van deformatie of metamorfose zijn voorgekomen) sinds ten minste 2,3 miljard jaar geleden.
Het Kalaharikraton ontstond rond 2,3 miljard jaar geleden, toen het Zimbabwekraton en het Transvaalkraton langs de Limpopo Belt werden samengevoegd. Beide blokken bestaan zelf uit gesteenten uit het Archeïcum. Rond 1,0 miljard jaar geleden vormde het Kalaharikraton een deel van het zuiden van het supercontinent Rodinia. Na het uiteenvallen van Rodinia zou uit de nieuwe continenten rond 700 miljoen jaar geleden een nieuw reuzachtig continent, Gondwana, ontstaan. Deze samenvoeging gebeurde met de Pan-Afrikaanse orogenese en zorgde ervoor dat het Kalaharikraton door de Zambezi Belt aan het Congokraton kwam vast te zitten. Toen Gondwana vanaf 200 miljoen jaar geleden uiteenviel, werd het Kalaharikraton onderdeel van Afrika.
Het Kalaharikraton is buitengewoon rijk aan ertsen, met name koper en goud. Daarnaast levert het kraton een groot aandeel in de winning van diamanten, die gewonnen worden uit diatremen (een bepaald type trechtervormige vulkanische pijp, dat alleen in zeer oude aardkorst voorkomt).